# 梅樂妮·喬伊
梅樂妮·喬伊（Melanie Joy，1966年9月2日—）是美國社會心理學者與純素運動人士，名氣主要來自於宣導肉食主義一詞。在麻州大學波士頓分校擔任心理學與社會學教授，2010年創辦「摒棄肉食主義」（Beyond Carnism）——亦稱「肉食主義覺醒行動」（Carnism Awareness & Action Network）——的非營利倡導團體，擔任主席一職。著有《動物行動的戰略》（Strategic Action for Animals）、《盲目的肉食主義：我們愛狗卻吃豬、穿牛皮？》（Why We Love Dogs, Eat Pigs, and Wear Cows）。

## 背景
喬伊擁有哈佛教育研究所教育碩士學位與賽布魯克研究所心理學博士學位。二十三歲在哈佛就讀期間，吃下受污染的漢堡，感染了食物傳染的疾病，因而住院，此後成為素食者。印度內閣成員莫妮卡·甘地某次發表的演講內容，讓喬伊想到了自己基於道德以外的理由而選擇的飲食模式，她對動物受到的對待所抱持之觀點也就此改變：

「那次的經驗之後，我發誓再也不吃肉，也以更開放的態度看待畜牧業相關資訊。那些資訊其實一直以來都在我的身邊，只是我不願意睜開眼睛去看，我只想要繼續保持目前的生活方式。一當我得知肉類、蛋、乳製品的真相，心裡越是深感不安。……最後既困惑又絕望，彷彿是一艘無舵的小船，迷失於集體癲狂之海。什麼都沒改變，可是一切已經大不相同。
之後，喬伊的觀念逐漸轉變成純素主義。
在 2013 年的訪談，喬伊說自己的博士研究原本著眼於暴力與歧視的心理社會學，之後卻換成吃肉心理學議題。喬伊觀察到受訪者的思維模式既不理性又不一致，因而得出理論，認為人們對吃肉一事的態度正可呈現長久以來習得的偏見。這個想法奠定了她日後大部分作品的基礎 。

## 肉食主義理論
2001 年，喬伊在《真理》（Satya）雜誌發表文章，提出「肉食主義」一詞，一開始並未獲得太大的關注。2009 年出版《盲目的肉食主義：端上你我餐桌的陰謀》，再度探討肉食主義的概念。喬伊提出的想法影響了後續「肉品悖論」研究，所謂「肉品悖論」是指大眾普遍對動物的態度顯然都自相矛盾，某些動物受到喜愛，某些動物卻被吃下肚，而這種態度引發認知失調。喬伊認為吃肉會影響到人對待動物的態度，有些心理學者支持喬伊的看法

## 行動
2010 年，喬伊創辦「肉食主義覺醒行動」組織（Carnism Awareness & Action Network，CAAN），日後改稱「摒棄肉食主義」（Beyond Carnism）。根據「動物慈善評價者」（Animal Charity Evaluators）發表的評論，該組織運用公開的談話、媒體宣傳活動、影片開發、社運人士訓練，主要是為了移轉美國與德國大眾對肉品的討論重心。該篇評論斷定「肉食主義覺醒行動」採取的新奇組織策略大有可為，可望促進動物權利的主張歷久不衰，但亦請注意，較新的團體缺乏以往的記錄，其做法帶來的作用可能難以估算。